# Аллан Махер
Аллан Махер (англ. Allan Maher; нар. 21 липня 1950, Австралія) — австралійський футболіст, воротар.

## Клубна кар'єра
Футболом розпочав займатися в клубі «Норз Рокс». У 1969 році перейшов у «Сазерленд Шаркс», де грав до 1974 року. У 1975 році перебрався до «Клаб Марконі», де грав до завершення кар'єри в 1984 року. У складі «Марконі» виграв чемпіонат Австралії (1979) та кубок Австралії (1980).

## Кар'єра в збірній
У 1973 році Австралія вперше виборола путівку на чемпіонат світу (1974 року). На турнірі в ФРН не зіграв жодного з трьох матчів австралійців на груповому етапі (з НДР 0:2, ФРН 0:3 та з Чилі 0:0). У футболці національної збірної Австралії дебютував 22 жовтня 1976 року в товариському матчі проти Сінгапуру. Учасник кваліфікаційних турнірів чемпіонатів світу 1978 та 1982 років. Востаннє в національній команді виступав 26 липня 1981 року у кваліфікаційному матчі чемпіонату світу 1982 року проти збірної Фіджі. Загалом у 1976-1981 роках Махер зіграв у збірній 21 поєдинок.
| Матчи и пропущенные голы Аллана Мара за первую сборную Австралии | Матчи и пропущенные голы Аллана Мара за первую сборную Австралии | Матчи и пропущенные голы Аллана Мара за первую сборную Австралии | Матчи и пропущенные голы Аллана Мара за первую сборную Австралии | Матчи и пропущенные голы Аллана Мара за первую сборную Австралии | Матчи и пропущенные голы Аллана Мара за первую сборную Австралии | Матчи и пропущенные голы Аллана Мара за первую сборную Австралии |
| ---------------------------------------------------------------- | ---------------------------------------------------------------- | ---------------------------------------------------------------- | ---------------------------------------------------------------- | ---------------------------------------------------------------- | ---------------------------------------------------------------- | ---------------------------------------------------------------- |
| №                                                                | Дата                                                             | Місце проведення                                                 | Суперник                                                         | Рахунок                                                          | Голи                                                             | Турнір                                                           |
| 1                                                                | 20 жовтня 1976                                                   | Джакарта, Індонезія                                              | Індонезія                                                        | 1:1                                                              | 1                                                                | Товариський матч                                                 |
| 2                                                                | 22 жовтня 1976                                                   | Сінгапур                                                         | Сінгапур                                                         | 1:0                                                              | -                                                                | Товариський матч                                                 |
| 3                                                                | 19 березня 1977                                                  | Сува, Фіджі                                                      | Фіджі                                                            | 0:1                                                              | 1                                                                | Товариський матч                                                 |
| 4                                                                | 10 липня 1977                                                    | Аделаїда, Австралія                                              | Гонконг                                                          | 3:0                                                              | -                                                                | Кваліфікація ЧС-1978                                             |
| 5                                                                | 14 серпня 1977                                                   | Мельбурн, Австралія                                              | Іран                                                             | 0:1                                                              | 1                                                                | Кваліфікація ЧС-1978                                             |
| 6                                                                | 28 серпня 1977                                                   | Сідней, Австралія                                                | Південна Корея                                                   | 2:1                                                              | 1                                                                | Кваліфікація ЧС-1978                                             |
| 7                                                                | 16 жовтня 1977                                                   | Сідней, Австралія                                                | Кувейт                                                           | 1:2                                                              | 2                                                                | Кваліфікація ЧС-1978                                             |
| 8                                                                | 23 жовтня 1977                                                   | Сеул, Республіка Корея                                           | Південна Корея                                                   | 0:0                                                              | -                                                                | Кваліфікація ЧС-1978                                             |
| 9                                                                | 30 жовтня 1977                                                   | Гонконг                                                          | Гонконг                                                          | 5:2                                                              | 2                                                                | Кваліфікація ЧС-1978                                             |
| 10                                                               | 13 листопада 1977                                                | Сінгапур                                                         | Сінгапур                                                         | 2:0                                                              | -                                                                | Товариський матч                                                 |
| 11                                                               | 19 листопада 1977                                                | Кувейт, Кувейт                                                   | Кувейт                                                           | 0:1                                                              | 1                                                                | Кваліфікація ЧС-1978                                             |
| 12                                                               | 25 листопада 1977                                                | Тегеран, Іран                                                    | Іран                                                             | 0:1                                                              | 1                                                                | Кваліфікація ЧС-1978                                             |
| 13                                                               | 14 червня 1978                                                   | Аделаїда, Австралія                                              | Греція                                                           | 0:1                                                              | 1                                                                | Товариський матч                                                 |
| 14                                                               | 11 листопада 1980                                                | Афіни, Греція                                                    | Греція                                                           | 3:3                                                              | 1*                                                               | Товариський матч                                                 |
| 15                                                               | 2 грудня 1980                                                    | Беер-Шева, Ізраїль                                               | Ізраїль                                                          | 1:0                                                              | -                                                                | Товариський матч                                                 |
| 16                                                               | 5 грудня 1980                                                    | Гонконг                                                          | Гонконг                                                          | 0:1                                                              | 1                                                                | Товариський матч                                                 |
| 17                                                               | 7 грудня 1980                                                    | Джакарта, Індонезія                                              | Індонезія                                                        | 1:1                                                              | 1                                                                | Товариський матч                                                 |
| 18                                                               | 25 квітня 1981                                                   | Окленд, Нова Зеландія                                            | Нова Зеландія                                                    | 3:3                                                              | 3                                                                | Кваліфікація ЧС-1982                                             |
| 19                                                               | 20 травня 1981                                                   | Мельбурн, Австралія                                              | Індонезія                                                        | 2:0                                                              | -                                                                | Кваліфікація ЧС-1982                                             |
| 20                                                               | 10 червня 1981                                                   | Аделаїда, Австралія                                              | Тайвань                                                          | 3:2                                                              | 2                                                                | Кваліфікація ЧС-1982                                             |
| 21                                                               | 26 липня 1981                                                    | Сува, Фіджі                                                      | Фіджі                                                            | 4:1                                                              | 1                                                                | Кваліфікація ЧС-1982                                             |

*Аллан Махер вийшов на заміну на 75-й хвилині, на той час рахунок був 2:1 на користь греків. 
Загалом: 21 матч / 20 пропущених м'ячів; 9 перемог, 5 нічиїх, 7 поразок.

## Досягнення
«Марконі Сталліонс»
- Чемпіонат Австралії
  -  Чемпіон (1): 1979

- Кубок Австралії
  -  Володар (1): 1980